# تالیسمن انرژی
تالیسمن انرژی (به انگلیسی: Talisman Energy) شرکت نفت و گاز کانادایی است، که در زمینه اکتشاف و استخراج نفت و گاز فعالیت می‌کند.
شرکت تالیسمن انرژی در سال ۱۹۹۲ از دارایی‌های باقی‌مانده از شرکت بی‌پی کانادا در پی تغییر نام این شرکت به بریتیش پترولیوم و واگذاری ۵۷ درصد از سهام بی‌پی به صورت عمومی تأسیس شد و در حال حاضر دارای عملیات در کشورهای ایالات متحده آمریکا، کلمبیا، آرژانتین، الجزایر، بریتانیا، نروژ، لهستان، مالزی، اندونزی، استرالیا، تیمور شرقی، آفریقای شمالی، ویتنام و کردستان عراق می‌باشد.
دفتر مرکزی این شرکت در شهر کلگری، آلبرتا قرار دارد و بخشی از سهام آن در بازارهای بورس نیویورک و بورس تورنتو معامله می‌شود.